# Zoopark
Pour l’article homonyme, voir Zoopark-1.
Zoopark (en cyrillique Зоопа́рк) est un groupe de rock soviétique des années 1980 fondé par Mike Naumenko.

## Historique
En automne 1980, Mike Naumenko fait connaissance du power trio Adieu, lundi noir, composé d'Alexandr Khrabounov (guitare), Nikolaï Alekseïev (bassiste) et Andreï Danilov (batteur). Adieu, lundi noir joue alors du hard rock et du heavy metal, loin du style auquel aspire Naumenko, à savoir le rock 'n' roll et rhythm and blues, voire le blues rock et le punk rock, mais le courant passe et le nouveau groupe, appelé Zoopark, commence les répétitions en novembre 1980.  
Au printemps 1981, Zoopark  devient membre du Rock club de Léningrad, que les autorités soviétiques mettent à la disposition des passionnés de culture occidentale, afin de mieux contrôler les activités de l'underground léningradois. Au sein de cette institution, en mai 1981, se tient le premier concert de Zoopark, entièrement basé sur des œuvres de Mike Naumenko. À cette époque, le bassiste Nikolaï Alekseïev est déjà remplacé par Ilia Koulikov, de l'ensemble vocal et instrumental Maki. Par ailleurs, le groupe Adieu, lundi noir continue à exister en parallèle et donne encore plusieurs représentations avant d'être officiellement dissous à la fin de 1983.

## Dans la culture
Le film Leto (L'Été), de Kirill Serebrennikov, évoque Mike Naumenko.

## Discographie
- Blues de Moscou, 1981.
- Small Town Called N (Уездный город N), 1983.
- White Stripe (Белая полоса), 1984.
- Soundtrack for the movie (Музыка для фильма), 1991.